# Charles Perry
Charles Samuel Perry (Savannah, 6 aprile 1921 – Tampa, 21 luglio 2001) è stato un cestista statunitense.

## Biografia
Ha giocato da professionista nella NBL (disputando 5 partite con i Detroit Gems nel 1946-1947) e nelle leghe indipendenti statunitensi.